# Жабаль
Жабаль (серб. Жабаљ, Žabalj) — селище в Сербії, належить до общини Жабаль Південно-Бацького округу в багатоетнічному, автономному краю Воєводина.

## Населення
Населення селища становить 9 877 осіб (2002, перепис), з них:
- серби — 8672 — 90,35%;
- чорногорці — 202 — 2,10%;
- югослави — 119 — 1,23%;

Решту жителів  — з десяток різних етносів, зокрема: мадяри, хорвати, словаки і до півсотні русинів-українців.